# Embajador Martini
Embajador Martini es una localidad del departamento Realicó, en la provincia de La Pampa, Argentina. Su zona rural se extiende también sobre el departamento Trenel. Se accede por la ruta nacional 35 y ruta provincial 2.

## Población
Contó con 1,336 habitantes (Indec, 2010), lo que representó un incremento del 8,18% frente a los 1,235 habitantes (Indec, 2001) del censo anterior.
El censo nacional 2022 arrojó 1447 habitantes y 712 viviendas.
| Gráfica de evolución demográfica de Embajador Martini entre 1991 y 2022 |
|                                                                         |
| Fuente: Censos nacionales del INDEC                                     |

## Historia
Su fundación data del 16 de junio de 1910. El nombre surgió de Ferdinando Martini, quien  era embajador extraordinario de Italia en nuestro país. Ese mismo año también llegó el ferrocarril y la estación; el cual fue el primer edificio que tuvo el pueblo. Seguido a estos el almacén de Ramos Generales, instalado en el mismo lugar donde más tarde estaría la Cooperativa Embajador Martini.

## Instituciones destacadas
Alfredo B. Ninet, fue uno de los pioneros más destacados por ser el primer presidente de la Comisión de Fomento que se creó en 1927.
La estructura educativa se compone con la Escuela N.º 30, fundada en 1915 ,las Escuelas rurales N.º 208 y 58 como así también el colegio secundario “Santa Teresita”
Como complemento de esta actividad, en 1919 comenzó a funcionar la biblioteca popular Florentino Ameghino quien durante el corriente año festejó sus 100 años.
En cuanto a salud se inauguró  el establecimiento Asistencial Dr. Samuel Halfon, el mismo es de ámbito público provincial.
En 1947 se dio lugar a la creación de una filial de la Federación Agraria Argentina que logró una rebaja del 20% en los arrendamientos por parte de los dueños de la tierra.
En la vida deportiva e institucional, el Martini Foot Ball Club cobró importancia con el desarrollo del fútbol y otras disciplinas.